# Сан (певец)
Чхве Сан (кор. 최산; родился 10 июля 1999 года, Намхэ, Кёнсан-Намдо, Республика Корея), также известный как Сан, — южнокорейский певец и танцор. Он является ведущим вокалистом и главным танцором мужской группы ATEEZ, созданной агентством KQ Entertainment.
Сан дебютировал в актёрской карьере в веб-сериале «Имитация» вместе с участниками группы Сонхва, Юнхо и Чонхо. Это была его первая актёрская роль. Также он участвовал в записи саундтрека к сериалу в составе вымышленной группы «Sparkling».

## Ранняя жизнь и образование
Чхве Сан родился 10 июля 1999 года в Намхэ, Республика Корея, в семье Ким Нам Джи и Чхве Джон Чхоля. Он учился в средней школе Намхэ и окончил Корейскую среднюю школу искусств. Чхве Сан был представлен компании KQ Entertainment трот-певцом На Сан До, который также является учеником его отца по тхэквондо и рекомендовал его на прослушивание в компанию.

## Карьера

### 2017: Пре-дебют
Сан был представлен как участник преддебютной группы KQ Fellaz вместе с семью другими, которые в настоящее время являются членами Ateez.

### 2018—наст. время: Дебют и деятельность с ATEEZ
Сан дебютировал в группе ATEEZ 24 октября 2018 года в качестве ведущего вокалиста и главного танцора. В настоящее время он известен как один из главных танцоров группы.
Сан внес вклад в дискографию и хореографию ATEEZ. Он написал песню «It's You» в соавторстве с участниками группы Уёном и Ёсаном, а также свою сольную песню «Creep». Также он участвовал в постановке хореографии для заглавного трека «Work».
Сан известен своими выразительными мимикой и сценическим присутствием во время танцев.

### 2021—наст. время: Актёрский дебют и сольная деятельность
В 2021 году Сан дебютировал в актёрской карьере в веб-сериале «Имитация» вместе с коллегами по группе Сонхва, Юнхо и Чонхо. Это была его первая актёрская роль.
В августе 2021 года Сан сотрудничал с Pentatonix над ремиксом их песни «A Little Space», в котором также участвовали его коллеги по группе ATEEZ Юнхо и Чонхо. Проект объединил элементы K-pop и западной а капелла музыки.
В период с 2023 по 2024 год Сан выпустил каверы на песни и видео с его выступлениями. Песня «Snowflake» — оригинальный трек, который подчеркивает его вокальные способности. Он также исполнил каверы на «Breathe» Ли Хай и «Dear Name» IU, который исполнил в дуэте с Чонхо. Его сольное танцевальное выступление «Warriors», которое он разработал и поставил сам, получило положительные отзывы от OSEN за «разнообразную хореографическую композицию» и от Single List за «детальные выражения лица, соответствующие настроению песни».
В ноябре 2024 года Сан принял участие в музыкальном ток-шоу Lee Mujin Service, где исполнил живые вокальные номера.
Кроме того, Сан сотрудничал с брендом Returnity для продвижения их продуктов — акупрессурных наклеек на уши.
В июне 2025 года Сан впервые появился в качестве гостя на развлекательном шоу Naraesik, которое вела Пак Нара. Позже в том же месяце он был приглашен на гала-вечер Tag Heuer в Сеуле. После этого было объявлено, что он станет моделью обложки для августовского выпуска Arena Homme Plus Korea, где будут представлены 6 различных версий обложки с 6 разными моделями часов Tag Heuer.
В июле 2025 года Сан выпустил свою первую официальную песню «Creep», которая вошла в альбом Golden Hour: Part.3 'In Your Fantasy Edition'.

## Другая деятельность

### Мода
Сан принимал участие в таких мероприятиях, как Неделя моды в Милане и показы Alta Moda и Alta Sartoria от Dolce & Gabbana. По данным источников, его присутствие на мероприятиях способствовало увеличению стоимости заработанных медиа-ресурсов примерно на 2 миллиона долларов США для сезона весна-лето 2025 и на 7,5 миллионов долларов США для сезона осень-зима 2025 в Милане. Модные издания отмечают его стилистический подход, характеризуя его как сочетание классического кроя и современных элементов.

### Благотворительность
Сан является рекламным послом своего родного города Намхэ и поддерживает местные благотворительные инициативы в деревне Намхэ, включая пожертвования и участие в общественных мероприятиях, таких как Весенняя прогулка в Намхэ.
В марте 2023 года он пожертвовал 5 миллионов вон, максимально разрешённую сумму, своему родному городу Намхэ в рамках программы пожертвований «Любовь к родному городу». Местные власти сообщили, что средства будут направлены на региональное развитие и проекты по поддержке молодёжи.
В 2024 году Сан сделал второе пожертвование в размере 5 миллионов вон через ту же программу. В знак признания его вклада местные власти вручили ему наборы мяса ханву, стоимостью 1,5 миллиона вон, которые он впоследствии передал 22 семьям с одним родителем в Намхэ.

## Публичный имидж
Сан часто попадал в рейтинги репутации брендов корейских знаменитостей, составленные Корейским институтом бизнес-исследований. Эти рейтинги учитывают количество поисковых запросов и уровень вовлечённости в интернете. Также он неоднократно входил в объединённые списки репутации брендов айдолов, как среди мужчин, так и среди женщин.

## Личная жизнь
Его отец занимается спортом для людей с ограниченными возможностями в Намхэ.

## Дискография

### Саундтреки
| Название                                                                              | Год  | Наивысшие позиции в чартах | Альбом        |
| Название                                                                              | Год  | KOR DL                     | Альбом        |
| ------------------------------------------------------------------------------------- | ---- | -------------------------- | ------------- |
| «Diamond» (как Минсу из Sparkling)                                                    | 2021 | —                          | Imitation OST |
| «—» обозначает релизы, которые не попали в чарты или не были выпущены в этом регионе. |      |                            |               |

### Другие песни, вошедшие в чарты
| Название   | Год  | Наивысшие позиции в чартах | Альбом                                        |
| Название   | Год  | KOR DL                     | Альбом                                        |
| ---------- | ---- | -------------------------- | --------------------------------------------- |
| «Creep»    | 2025 | 150                        | Golden Hour: Part.3 'In Your Fantasy Edition' |
| «IT′s You» | 2023 | 84                         | The World EP.Fin: Will                        |

### Неофициальные релизы
| Название           | Год  | Альбом             | Ист.   |
| ------------------ | ---- | ------------------ | ------ |
| «눈꽃 (Snowflake)» | 2024 | Неальбомные синглы | [ 22 ] |

## Фильмография

### Телевидение
| Год  | Название | Роль  | Ист.   |
| ---- | -------- | ----- | ------ |
| 2021 | Имитация | Минсу | [ 54 ] |

### Радиошоу
| Year | Title      | Role               | Notes   | Ист.   |
| ---- | ---------- | ------------------ | ------- | ------ |
| 2020 | Idol Radio | Специальный диджей | с Уёном | [ 55 ] |

## Награды и номинации
| Награда                | Год  | Категория          | Результат | Ист.          |
| ---------------------- | ---- | ------------------ | --------- | ------------- |
| Elle Style Awards 2024 | 2024 | Лучшая икона K-pop | Победа    | [ 56 ] [ 57 ] |

### Списки
| Издатель     | Год  | Список                                                          | Место | Примечания                                  | Ист.   |
| ------------ | ---- | --------------------------------------------------------------- | ----- | ------------------------------------------- | ------ |
| Genius Korea | 2024 | Лучшие вокальные выступления K-Pop                              | 3     | Дуэт с Чонхо, кавер на песню «Dear Name» IU | [ 58 ] |
| WhosPICK     | 2022 | Айдол с лучшей мимикой                                          | 1     |                                             | [ 18 ] |
| WhosPICK     | 2021 | Айдолы с легендарными фанкамами, которые войдут в историю K-pop | 1     | Для фанкама Сана «200116 HALA HALA»         | [ 60 ] |

## Участие в написании песен
Все песни взяты из Korea Music Copyright Association, если не указано иное.
| Год  | Артист               | Песня      | Альбом                                        | Текст | Музыка |
| ---- | -------------------- | ---------- | --------------------------------------------- | ----- | ------ |
| 2018 | Ateez                | «From»     | Неальбомный сингл                             | Yes   | No     |
| 2023 | Сан с Уёном и Ёсаном | «It's You» | The World EP.Fin: Will                        | Yes   | No     |
| 2025 | Сан                  | «Creep»    | Golden Hour: Part.3 'In Your Fantasy Edition' | Yes   | No     |

### Комментарии
1. ↑  Приписывается Ateez, но трек является сольным произведением San
2. ↑  Трек является частью совместного проекта Сана, Уёна и Ёсана